# Frederick Walker Castle

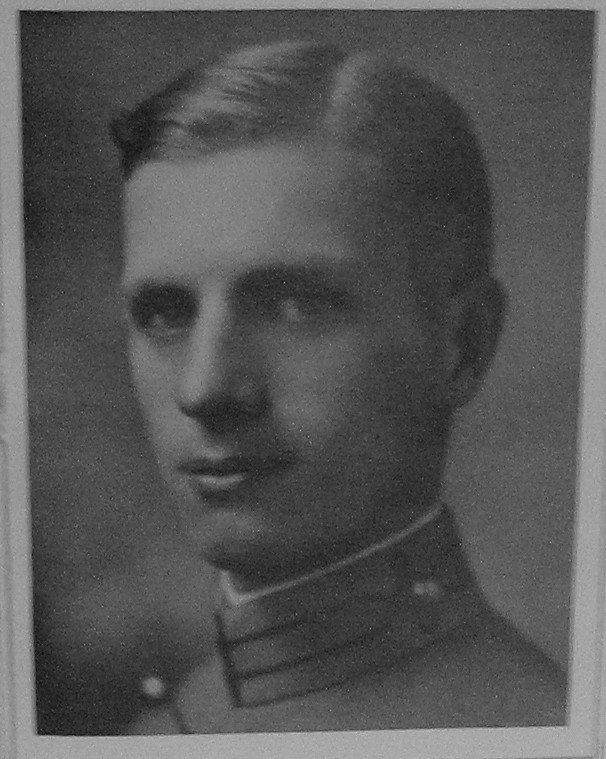
Frederick Walker Castle, Foto aus dem West Point Jahrbuch von 1930

Frederick Walker Castle (* 14. Oktober 1908 in Manila, Philippinen; † 24. Dezember 1944 bei Anthisnes, Belgien) war ein amerikanischer Brigadegeneral der U.S. Air Force. Für sein Verhalten bei einem Einsatz, bei dem er ums Leben kam, wurde ihm posthum die Medal of Honor verliehen.

## Werdegang

### Vorkriegszeit
Castle begann seine militärische Laufbahn bei der Nationalgarde von New Jersey, bevor er im Juni 1930 einen Abschluss an der United States Military Academy in West Point erwarb. Im Anschluss wurde er dem United States Army Air Corps zugeteilt und absolvierte 1931 eine Pilotenausbildung auf dem March Field in Kalifornien sowie dem Kelly Field in Texas. Seine Erstverwendung als Militärflieger erfolgte als stellvertretender Kommandant des 17th Pursuit Squadron in der Selfridge Air National Guard Base. 1934 beendete er zunächst seinen aktiven Dienst und wurde Reservist bei der Nationalgarde von New York.

### Zweiter Weltkrieg
Nach dem Eintritt der Vereinigten Staaten in den Zweiten Weltkrieg wurde Castle im Januar 1942 im Dienstgrad eines Captain zurück in den aktiven Dienst berufen. Castle wurde nach England versetzt, wo er unter Ira C. Eaker am Aufbau der 8th Air Force beteiligt war.
Im März 1942 wurde er zum Major, im September 1942 zum Lieutenant Colonel, im Januar 1943 zum Colonel befördert. Castle befehligte ab Juni 1943 die 94th Bomb Group, ab April 1944 den 4th Combat Wing. Im November folgte die Beförderung zum Brigadier General.

### Einsatz am 24. Dezember 1944 und Tod

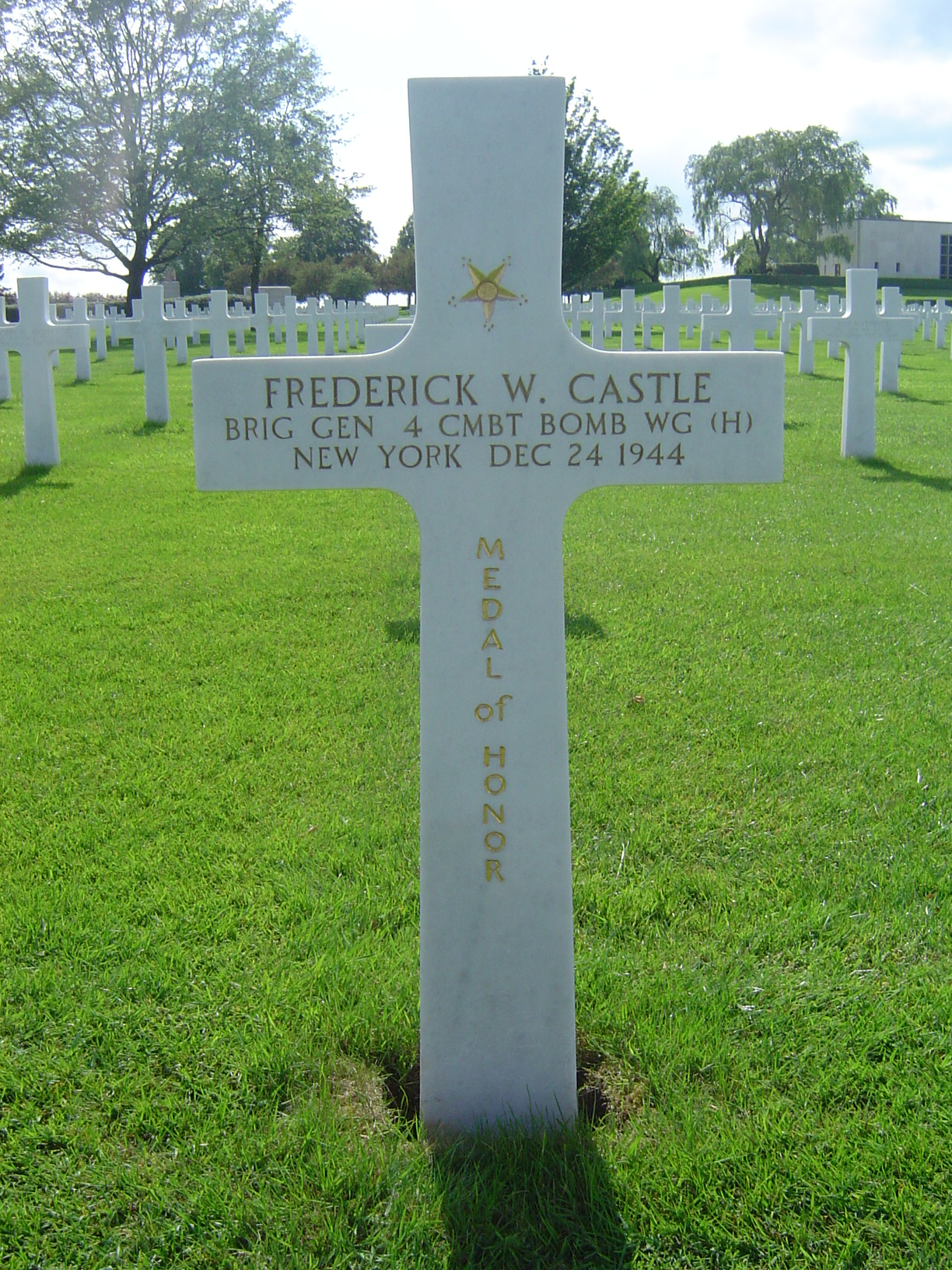
Grab von Frederick Walker Castle auf dem Henri-Chapelle American Cemetery and Memorial

Am 24. Dezember 1944 kommandierte Castle eine Air Division mit B-17-Bombern auf einem Angriffsflug gegen einen Flugplatz in Darmstadt. Über Lüttich in Belgien kam es zu einem Motorausfall seines Flugzeuges. In der Folge wurde die Maschine von Jagdflugzeugen der Luftwaffe angegriffen und schwer beschädigt. Castle weigerte sich, die mitgeführten Bomben abzuwerfen, um die Manövrierfähigkeit der Maschine zu verbessern, da er sich zu diesem Zeitpunkt über dem Gebiet alliierter Truppen befand und diese nicht gefährden wollte. Er ermöglichte seiner Besatzung die Maschine, welche jeden Moment explodieren konnte, zu verlassen und blieb selbst solange am Steuer. Die Maschine wurde ein weiteres Mal getroffen und stürzte bei Xhos in der belgischen Gemeinde Anthisnes ab. Castle kam dabei ums Leben. Er wurde auf dem Henri-Chapelle American Cemetery and Memorial in Belgien beigesetzt.

## Auszeichnungen und Ehrungen

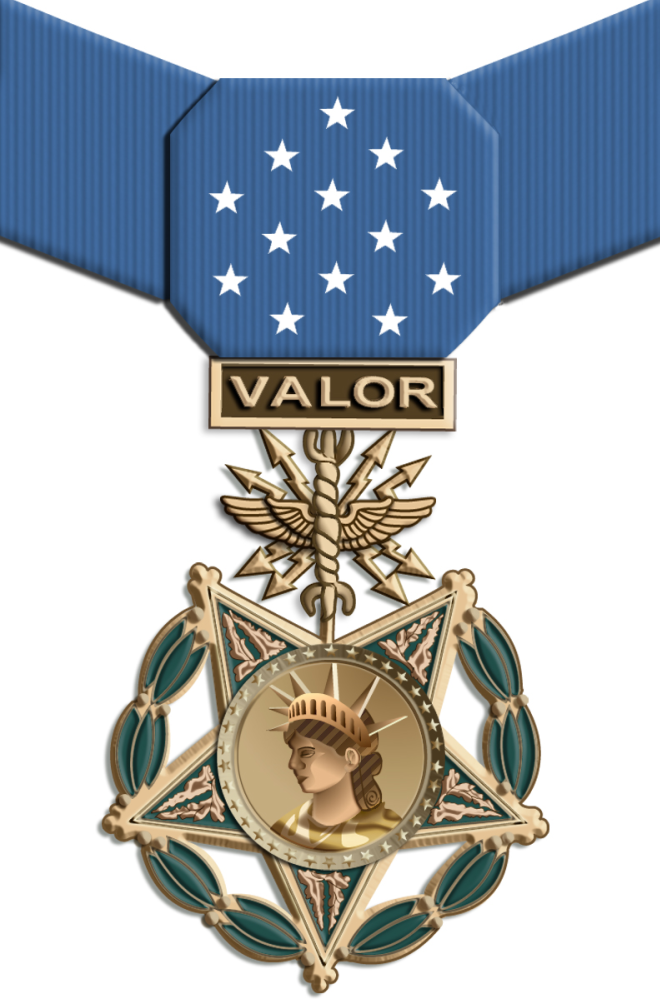
Medal of Honor in der Ausführung für Angehörige der U.S. Air Force

Für sein Verhalten vor seinem Tod wurde er posthum mit der Medal of Honor ausgezeichnet:

“His intrepidity and willing sacrifice of his life to save members of the crew were in keeping with the highest traditions of the military service.”

„Seine Unerschrockenheit und sein gewilltes Opfer, die Besatzungsmitglieder zu retten, entsprachen den höchsten Traditionen des Militärdienstes.“

Weitere Auszeichnungen Castles waren:
- Flugzeugführerabzeichen für kommandierende Piloten
- Silver Star
- Legion of Merit
- Distinguished Flying Cross
- Purple Heart
- Air Medal
- American Defense Service Medal
- European-African-Middle Eastern Campaign Medal
- World War II Victory Medal
- Croix de Guerre (Belgien)
- Légion d’honneur (Frankreich)
- Virtuti Militari (Polen)
- Kutusoworden II. Klasse (USSR)

Zu Ehren Castles wurde die Castle Air Force Base (jetzt: Castle Airport) sowie das Castle Air Museum in Kalifornien benannt.